# Школа за деликатне љубавнике
Школа за деликатне љубавнике је други роман српске и словеначке научнице, антрополошкиње, доктора античких студија, универзитетске професорке, књижевнице и феминисткиње Светлане Слапшак објавњен 2018. године.

## О роману
Роман је обликован као дневник који је истовремено љубавни и историјско-политички роман, путопис и филозоски дијалог.
Слапшак је користила уметање есејистичких пасажа и превода песама са грчког, француског и руског, који вешто повезани постају савршени додаци главном тексту.

## Радња
Школа за деликатне љубавнике је љубавно-пустоловни дијалошки путопис.
Фабула романа укршта јавну и приватну драму. Радња и место дешавања је Атина 1974. године за време рушења војне диктатуре у Грчкој.
Јунак књиге је помало презрео совјетски глумац Алексеј који је дошао у Грчку како би написао реферат о позоришту. Јунакиња је млада Југословенка, Наташа на магистарским студијама из класичне филологије. Негде између Агоре и Акропоља, једне вечери, она ће му покварити план да изврши самоубиство, а он ће њој саботирати одлуку да се у њега не заљуби. Док се око њих руши војна диктатура, они ће кренути на пут како би кроз лекције из историје, књижевности, политике, филозофије и популарне културе спознали љубав и пронашли начин да остану заједно.
Њихови интензивни сусрети претварају се у љубав, а заједничка путовања кроз Грчку помогла су им да препознају остатке разних периода прошлости и сагледају политичке ситуације малих и великих земаља.